# Xeranobium costatum
Xeranobium costatum är en skalbaggsart som beskrevs av White 1971. Xeranobium costatum ingår i släktet Xeranobium och familjen trägnagare. Inga underarter finns listade i Catalogue of Life.